# Boson Z
Pour les articles homonymes, voir Z0.
Le boson Z0 est une particule élémentaire de la classe des bosons.  Il est l'un des trois bosons de jauge de l'interaction faible, la particule porteuse de l'interaction, les deux autres étant le boson W sous deux états opposés de charges électriques notés W+ et W−. La charge électrique du boson Z0 est nulle, égale à zéro, d'où son nom.

## Découverte
On entendit parler des bosons Z et W la première fois au cours des années 1960 avec la théorie électrofaible de Sheldon Glashow, Abdus Salam et Steven Weinberg. La découverte de ces bosons fut attribuée en majeure partie au CERN, avec un premier aperçu en 1973 sous forme de particule virtuelle, puis une découverte formelle en 1983. Carlo Rubbia et Simon van der Meer obtiennent tous les deux le prix Nobel de physique pour cette découverte en 1984. Par la suite, le LEP du CERN et le SLC du SLAC produiront entre 1989 et 1998 plus de 15 millions de Z, permettant ainsi l’estimation de sa masse avec une grande précision.

## Propriétés
Le boson Z est souvent surnommé le « cousin du photon » en raison de leurs fortes similitudes : tous deux sont neutres, sont leur propre anti-particule et produits lors du même procédé (mécanisme de Higgs). Leurs différences consistent dans le fait que le Z est massif, plus de 80 fois la masse d'un proton, alors que son « parent » n’a pas de masse et que le Z viole partiellement la parité (sin²θW (angle de Weinberg) = 0,21215 d’après la théorie) en favorisant les particules d’hélicité gauche.

### Mesure de l’angle de Weinberg
Il existe plusieurs méthodes pour mesurer le sin²θW du boson Z. La plus commode, celle utilisée par le SLC, est de créer des collisions de particules polarisées engendrant des asymétries gauche-droite ; l’analyse de ce résultat est presque trivial. Le LEP, bien que ne possédant pas la capacité du SLC de créer un flux polarisé, était bien plus lumineux (15 millions d’événements pour le LEP contre 500 000 pour le SLC) et utilisait une méthode moins précise basée sur l’asymétrie avant-arrière, la luminosité compensant alors le manque de précision.

### Écart avec la théorie et découverte du quark top
Comme énoncé ci-dessus la théorie prévoyait un sin²θW de 0,21 mais les premiers résultats du LEP montrèrent un angle de 0,23156, ce qui sera confirmé ensuite par le SLC. Ceci fut expliqué par la désintégration du Z en deux quarks virtuels dont la masse devait être telle qu’elle puisse modifier radicalement les calculs. L’existence du quark top fut ainsi prédite avec sa masse devant rester proche de 165 GeV. Toutefois, la théorie ainsi corrigée prévoit un angle toujours différent de l’expérience (sin²θW=0,2322) indiquant de premières observations indirectes de la masse du boson de Higgs.

## Production et désintégration

Exemple d'un cycle de vie du boson Z selon la diffusion Bhabha.

Le mode le plus simple de production du boson Z est celui qui implique la collision électron-positron, méthode choisie pour l'expérience ALEPH du LEP. Il possède plusieurs modes de désintégration qui peuvent être :
- des hadrons ou
- des paires composées d'un fermion et de son antiparticule (comme pour le boson W, le seul fermion qui ne peut être produit lors de la désintégration du Z est le quark top).

Un autre mode production du boson Z est la désintégration d'un boson de Higgs en deux Z (voir les expériences CMS et ATLAS du LHC). Les deux Z se désintègrent alors en deux leptons + deux neutrinos ou en quatre leptons − généralement des muons − , ce dernier mode de détection est parfois appelé le « golden channel » (le canal en or).
D'après le théorème de Yang-Landau, le boson Z ne peut pas se désintégrer en une paire de photons car son spin est égal à 1. De plus, en raison de la conservation de la charge électrique, il ne peut se désintégrer qu'en particules de charges neutres ou opposées (c'est-à-dire une paire particule-antiparticule dans ce dernier cas). Il existe en tout 24 modes de désintégration du boson Z, selon des systèmes : lepton-antilepton, neutrino-antineutrino ou quark-antiquark ; avec une probabilité d'apparition respective d'environ 10 %, 20 % et 70 %.

## Supersymétrie
La théorie de la supersymétrie attribue au boson Z une particule correspondant désignée sous le nom de zino. Cette particule est encore hypothétique (2021).